# IC 2554
IC 2554 (= IC 2554A) ist eine Balken-Spiralgalaxie vom Hubble-Typ SBbc im Sternbild Kiel des Schiffs am Südsternhimmel, die schätzungsweise 53 Millionen Lichtjahre von der Milchstraße entfernt ist und mit PGC 29511 ein interagierendes Galaxienpaar bildet.
Das Objekt wurde am 20. März 1901 von DeLisle Stewart entdeckt.